# Kokoixnik de Rússia
El Kokoixnik de Rússia és una de les peces més cèlebres i valuoses de la col·lecció britànica de joies reials. Fou realitzat l'any 1888, amb ocasió de les noces de plata dels prínceps de Gal·les, el futur rei Eduard VII del Regne Unit i la princesa Alexandra de Dinamarca.
L'obra fou encarregada per Lady Salisbury i sufragada pels 365 pars del Regne. La joia fou realitzada al taller del prestigiós joier Garrard.
La peça seguia l'estil dels kokoixniks russos, unes peces típiques de les pageses russes que la cort dels tsars havia transformat en precioses joies. La princesa de Gal·les coneixia l'estil perquè la seva germana la tsarina Dagmar de Dinamarca en posseïa un.
L'obra fou supervisada per la marquesa de Aliesbury i Salisburg i per la comtessa Spencer i de Cork. Conté seixanta barres de platí incrustades de 488 diamants, els dos més grans mesuren 3.25 quirats.